# Erannis unicolor
Erannis unicolor là một loài bướm đêm trong họ Geometridae.